# 碩濟 (清朝宗室)
碩濟（1835年—？），爱新觉罗氏，字子施，號澤浦，满洲正蓝旗人。道光十五年乙未十一月十三日巳時生，嫡母兆佳氏達泰之女，道光廿八年十二月議敘効力筆帖式，同治元年壬戌恩科中式文學人，九年十月授効力筆帖式，十年中式辛未科文進士以主事用光緒三年十月因案革職，移居盛京。嫡妻佟佳氏景澤之女，妾高氏高清雲之女。
曾祖父为和碩豫良親王修龄，祖父为裕瑞，父为增祉